# Цветные мосты Санкт-Петербурга
Цветные мосты Санкт-Петербурга перекинуты через реку Мойку.

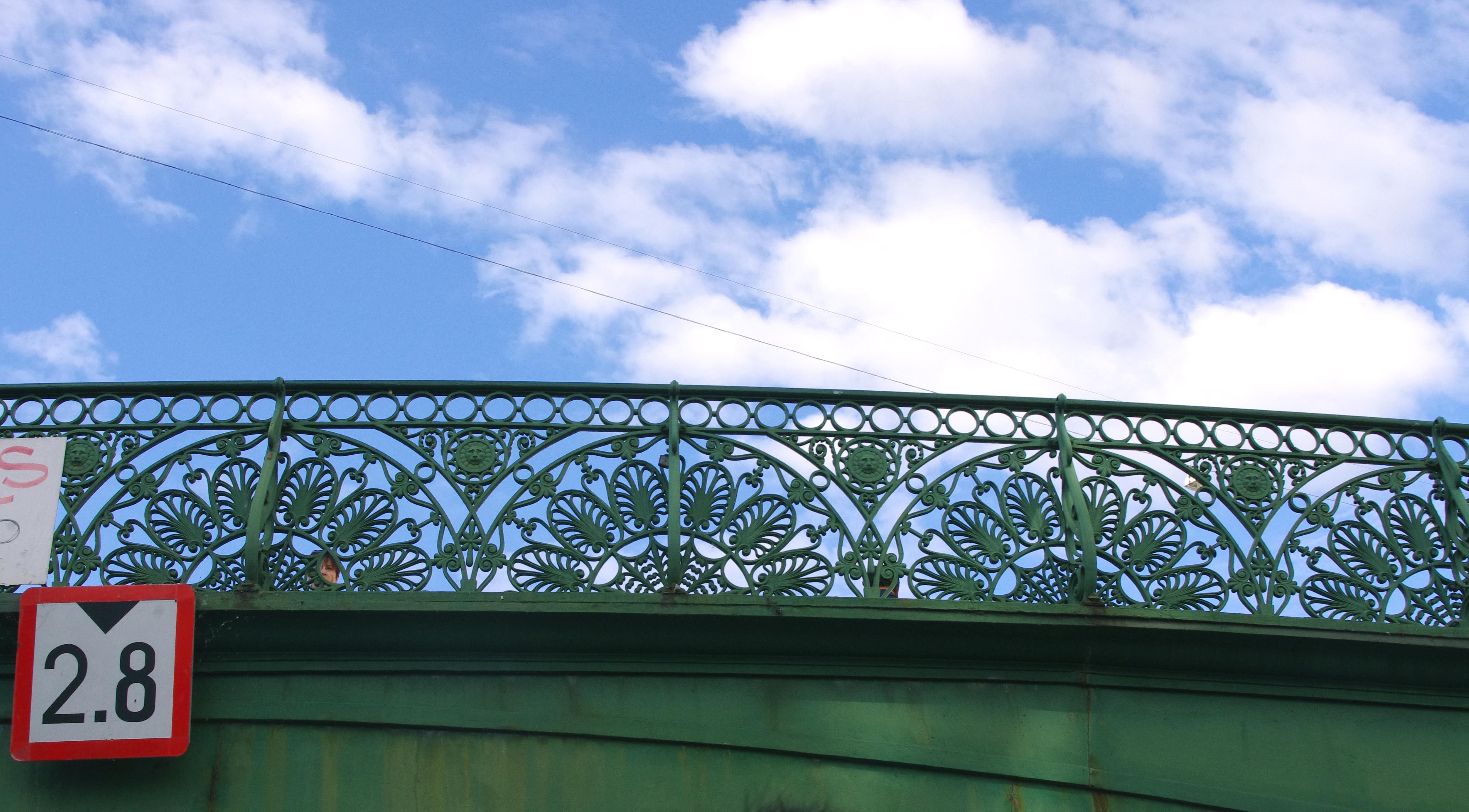
Ограждения Певческого моста

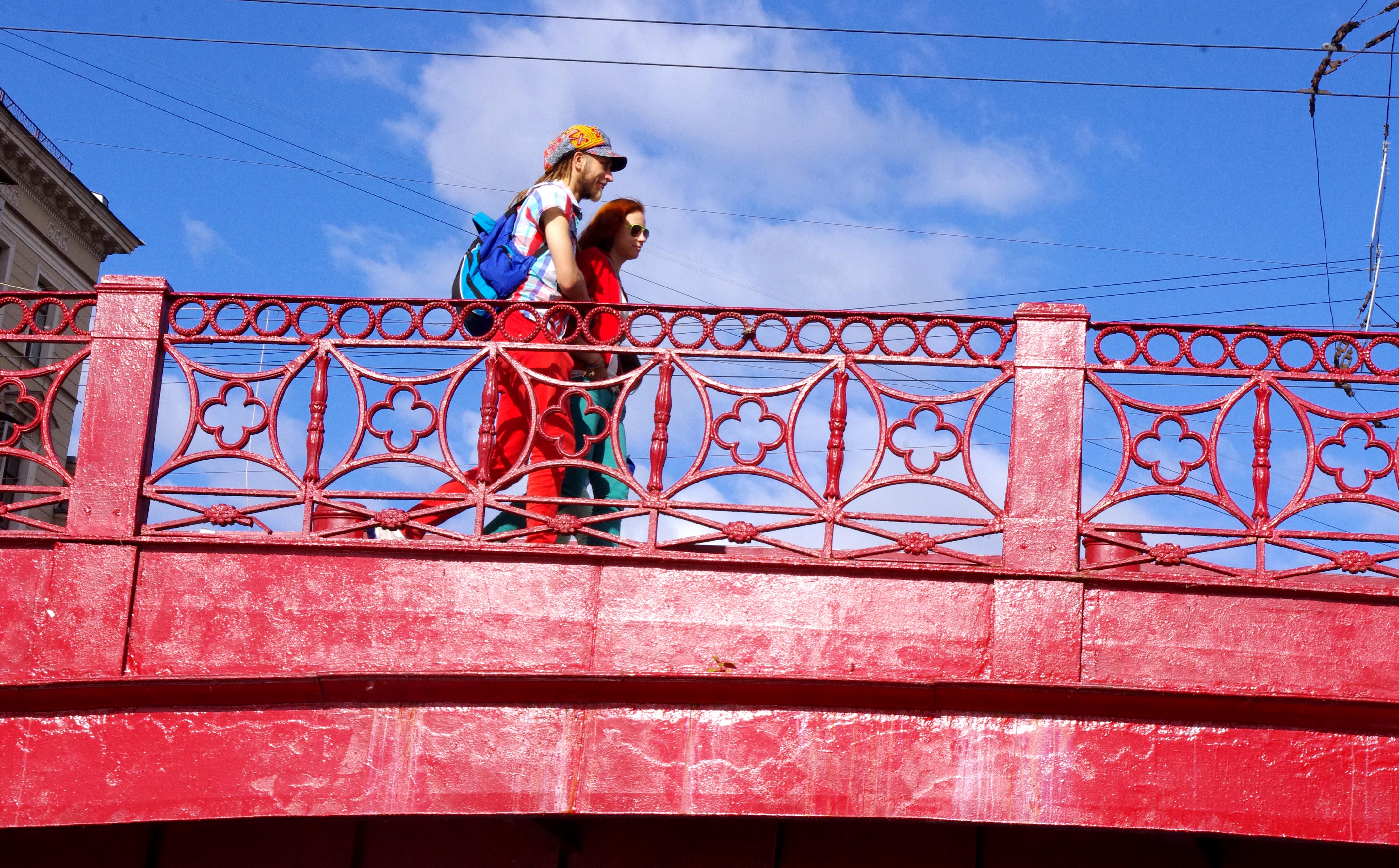
Ограждения Красного моста

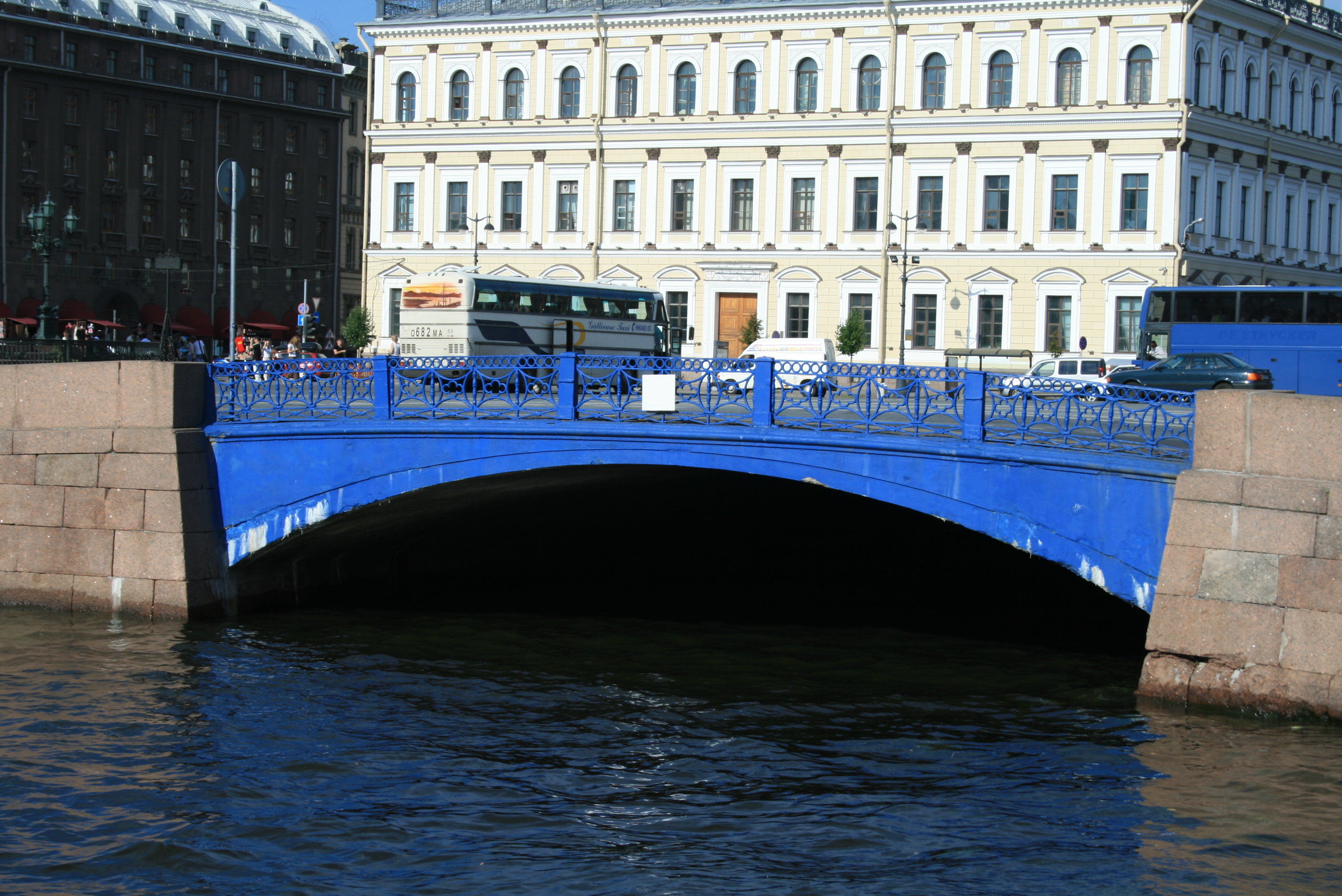
Синий мост через реку Мойку

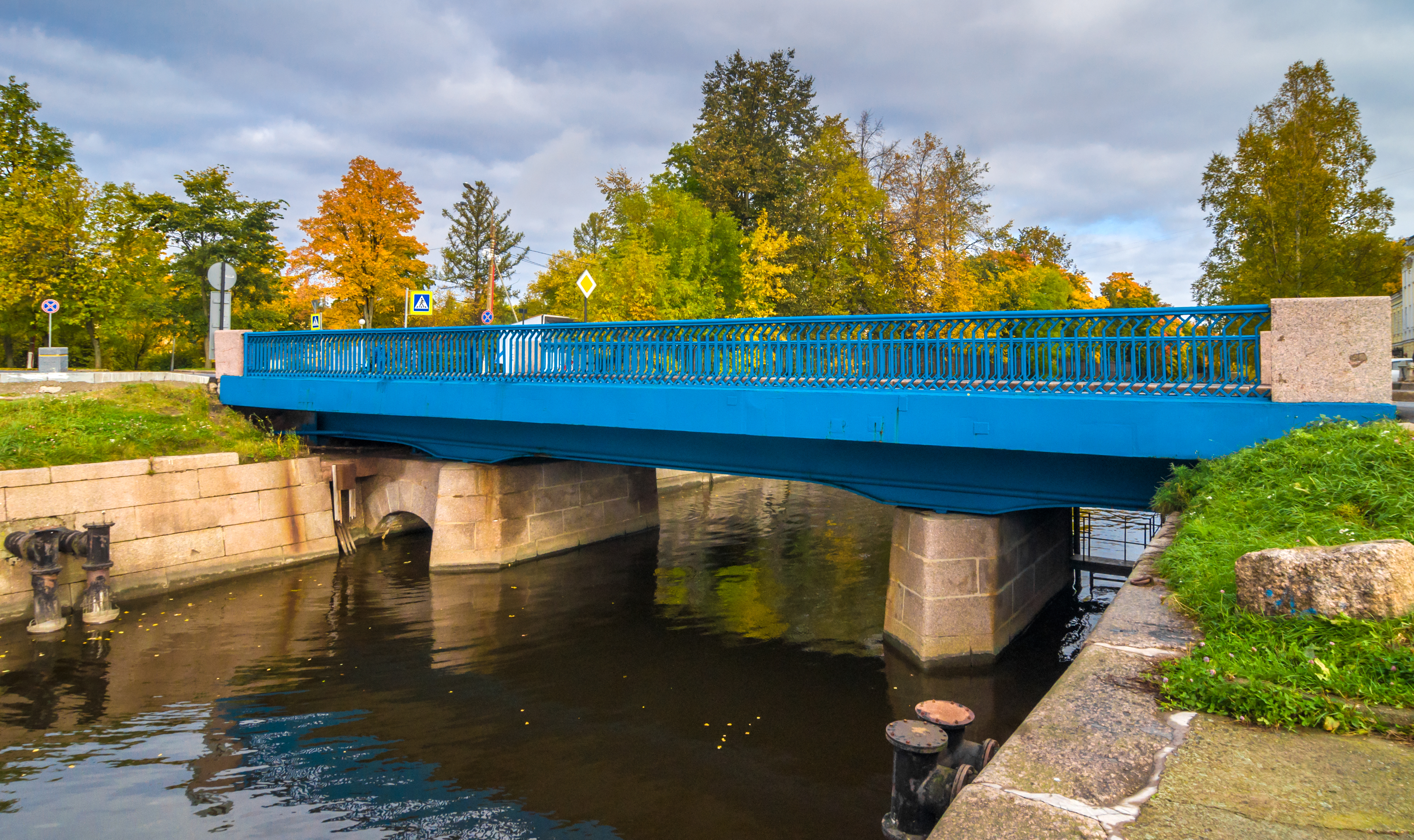
Синий мост через Обводный канал в Кронштадтском районе СПб

Из-за того, что мосты находились близко друг к другу и внешне очень похожи, жители города их часто путали. Мосты были покрашены в разные цвета и были названы:
- Зелёный мост (до 1918 — Полицейский мост);
- Красный мост;
- Синий мост.
- Жёлтый мост — построенный О. Монфераном, его перестроили, и на его месте теперь Певческий мост.

У мостов покрашены перила и нижняя «водная» часть.
В настоящее время только три моста сохранили своё прежнее название, да и они уже не ярко окрашенные, а имеют более спокойные цвета.
- Синий мост через Обводный канал в Кронштадте